# Caribische Plaat
De Caribische Plaat is een grotendeels oceanische tektonische plaat die een deel van Midden-Amerika en de oceanische korst onder de Caribische Zee ten noorden van Zuid-Amerika bevat.
De plaat beslaat een oppervlakte van ongeveer 3,2 miljoen km² en grenst aan de Noord-Amerikaanse Plaat, de Zuid-Amerikaanse Plaat en de Cocosplaat. Al deze plaatgrenzen zijn regio's van hoge seismische activiteit, waar aardbevingen, tsunami's en vulkaanuitbarstingen voorkomen.

## Begrenzing
De grens met de Noord-Amerikaanse Plaat is een transformbreuk die vanaf de regio rond het drielandenpunt van Belize, Guatemala en Honduras in Midden-Amerika oostwaarts loopt door de Kaaimantrog ten zuiden van Cuba en ten noorden van Hispaniola, Puerto Rico en de Maagdeneilanden. Een gedeelte van de Trog van Puerto Rico, het diepste gedeelte van de Atlantische Oceaan (tot 8400 m), ligt op de plaatgrens. Hier is de plaatgrens een complexe overgang tussen een divergente plaatgrens in het zuiden en de transformbreuk in het westen.
De oostelijke plaatgrens is een subductiezone, maar omdat de plaatgrens tussen de Noord- en Zuid-Amerikaanse Platen nog niet precies vastgesteld is is het onmogelijk te zeggen welke van de twee platen hier onder de Caribische Plaat subduceert. Aan subductie gerelateerd vulkanisme heeft de eilandboog van de Kleine Antillen gevormd, van de Maagdeneilanden in het noorden tot de Bovenwindse Eilanden voor de kust van Venezuela in het zuiden. In deze eilandboog bevinden zich zeventien actieve vulkanen, waaronder de Soufrière op Montserrat, Mont Pelée op Martinique, La Grande Soufrière op Guadeloupe, de Soufrière op Saint Vincent en de onderwater gelegen Kick-'em-Jenny 10 km ten noorden van Grenada.
Langs de zuidelijke plaatgrens met de Zuid-Amerikaanse Plaat werden de eilanden Barbados, Trinidad, Tobago en de Benedenwindse Eilanden gevormd. De vorming van deze eilanden is gedeeltelijk te wijten aan het vormen van een wig van sedimenten op de subducerende Zuid-Amerikaanse Plaat, ten dele aan transformbeweging en daaraan gerelateerde overschuivingen langs de plaatgrens.
Het westelijke deel van de Caribische Plaat beslaat Centraal-Amerika, waar de Cocosplaat (die onder de Grote Oceaan ligt) onder subduceert. Door de subductie zijn de vulkanen van Guatemala, Nicaragua en Costa Rica ontstaan.

## Ontstaan
De Caribische Plaat wordt verondersteld enkele tientallen miljoenen jaren geleden een grote vulkanisch actieve regio te zijn geweest in de Grote Oceaan (vergelijkbaar met het huidige Hawaï). Door de opening en groei van de Atlantische Oceaan bewegen Noord- en Zuid-Amerika langzaam westwaarts. Daarbij subduceert oceanische korst van onder de Grote Oceaan onder de Amerikaanse continenten. Door de vulkanische activiteit was het stuk korst dat tegenwoordig de Caribische Plaat vormt dikker en lichter geworden dan de omringende oceanische korst. In plaats van onder de Amerikaanse Platen te subduceren bewoog dit stuk korst zich als een aparte plaat over de Amerikaanse Platen heen. Met het ontstaan van de subductiezone ten westen van Midden-Amerika raakte de Caribische Plaat uiteindelijk los van de oceanische korst onder de Grote Oceaan, die nu de Cocosplaat vormt.